# Hoa Lư (città antica)
Hoa Lu (vietnamita: Cố đô Hoa Lư, in cinese 古都華閭) era l'antica capitale di tre dinastie della storia del Vietnam: la dinastia Đinh, la dinastia Lê e la dinastia Lý. Si trova nei pressi del villaggio di Trường Yên Thượng, città di Hoa Lư, in provincia di Ninh Bình, circa 120 km a sud di Hanoi, a 10 km dal capoluogo di provincia.

## Storia
Sul finire del X secolo Hoa Lu era la capitale ed il centro economico, politico e culturale del regno Dai Viet, fondato nel 968 d.C. dal signore locale Đinh Bộ Lĩnh (poi noto come Đinh Tiên Hoàng o "Primo imperatore Dinh") dopo un periodo di guerra civile e una violenta secessione dalla dinastia cinese degli Han del sud. Hoa Lu era la regione di origine delle prime due dinastie imperiali del Vietnam, i Đinh fondati dal capostipite Đinh Tiên Hoàng e la prima dinastia Lê, fondata da Lê Đại Hành.
Da questa capitale, il Dai Viet (l'antico regno del Vietnam) condusse alcune campagne vittoriose contro la Cina e i Champa. Nel 1010 Ly Cong Uan, primo imperatore della dinastia Lý, decise di trasferire la capitale del Dai Viet a Thang Long (oggi Hanoi) e Hoa Lu divenne nota come la "antica capitale".
La città di Hoa Lu copriva una superficie di circa 300 ettari ed era formata da due cittadelle concentriche difese da terrapieni. All'interno si trovavano templi, palazzi ed edifici civili, pochi dei quali sono giunti ai giorni nostri. Sono ancora visibili i templi costruiti in onore degli imperatori Đinh Tiên Hoàng e Lê Đại Hành, dei loro figli e della regina Dương Vân Nga, sposata prima con Đinh Tiên Hoàng e successivamente con Lê Đại Hành. La tomba di Đinh Tiên Hoàng si trova sulla vicina montagna di Mã Yên, mentre quella di Lê Đại Hành si trova alla base dell'altura.
Oggi Hoa Lu è uno dei più importanti siti storici del Vietnam, oltre che una delle più popolari destinazioni turistiche del paese. Nella città si trovano molti edifici storici, templi e pagode, tra le quali la pagoda di Bai Dinh, la più grande del Vietnam. Ci sono anche alcune grotte e caverne nelle zone circostanti.

## Galleria d'immagini

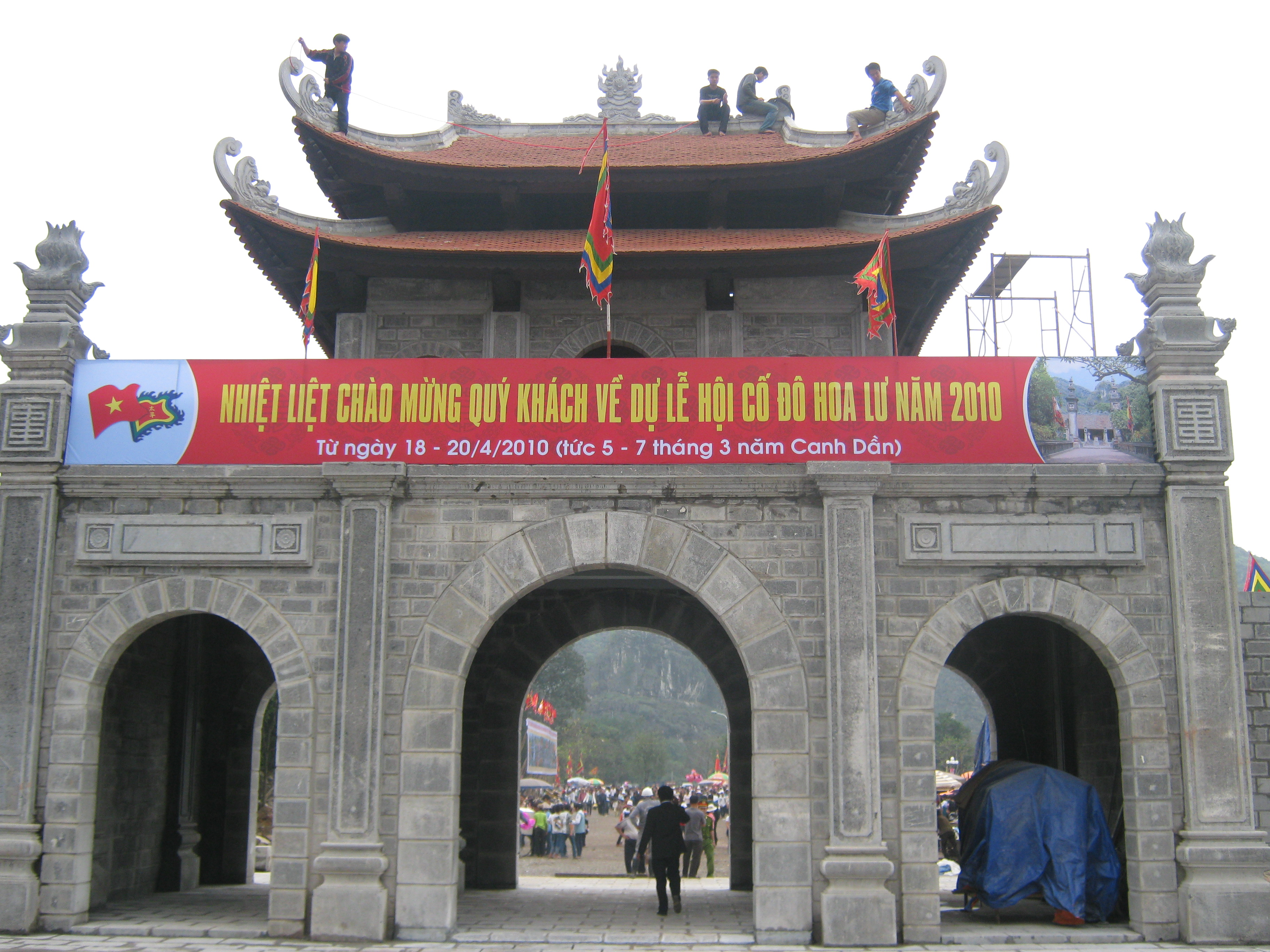
Portale ricostruito verso il tempio di Dinh Tien Hoang
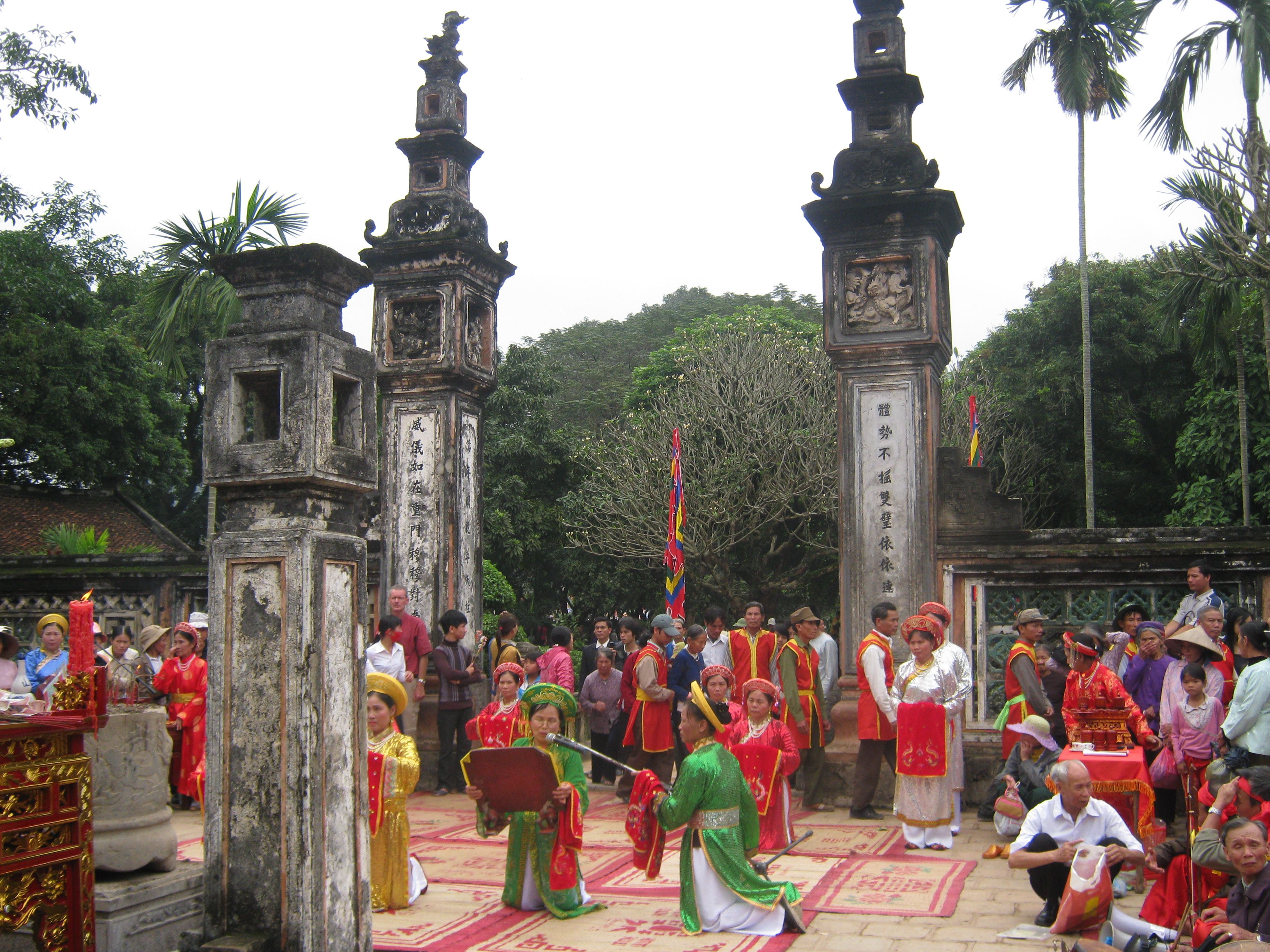
Festival di Hoa Lu
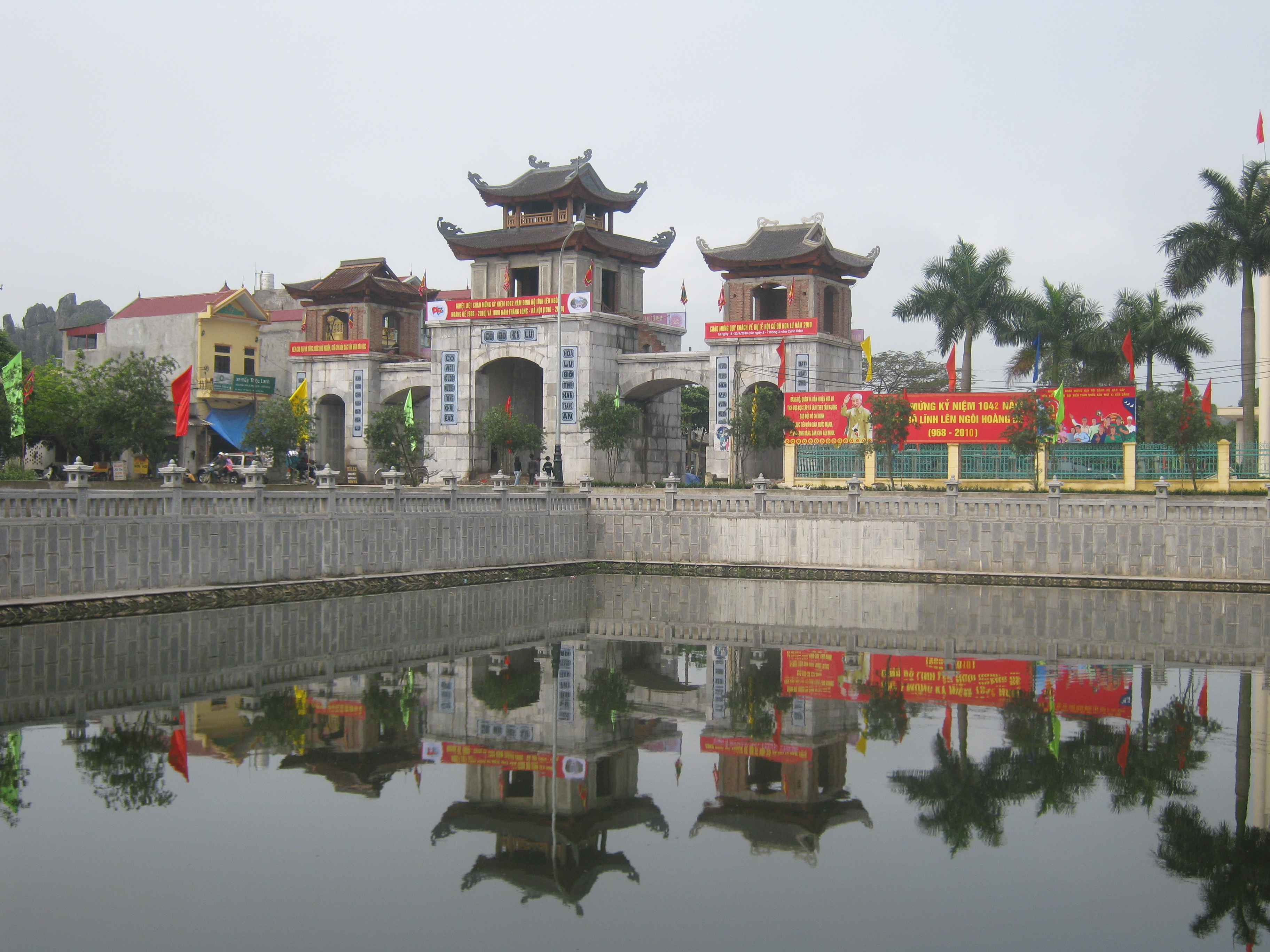
Portale di ingresso all'antica capitale di Hoa Lu
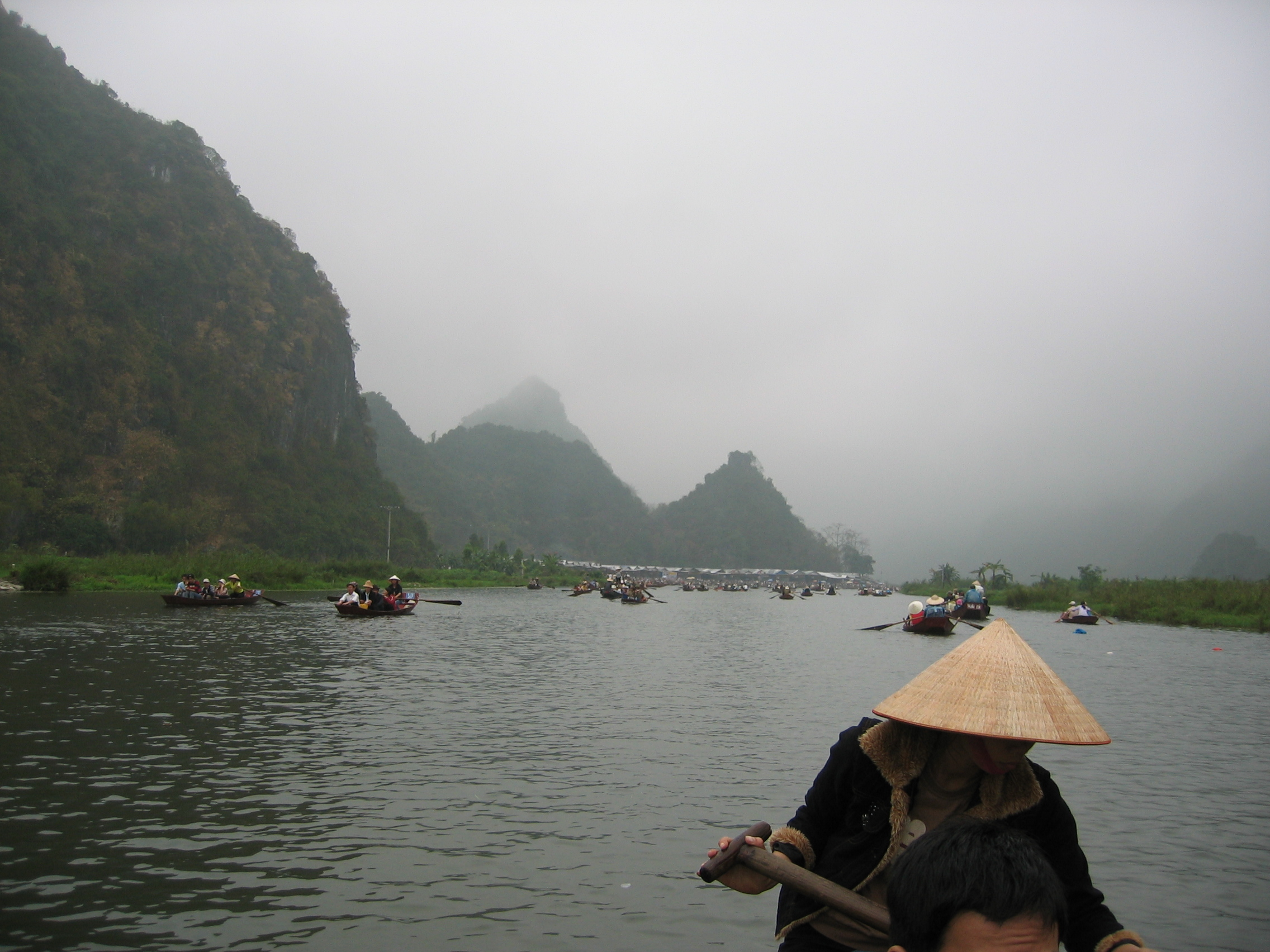
Tre grotte - Ninh Binh
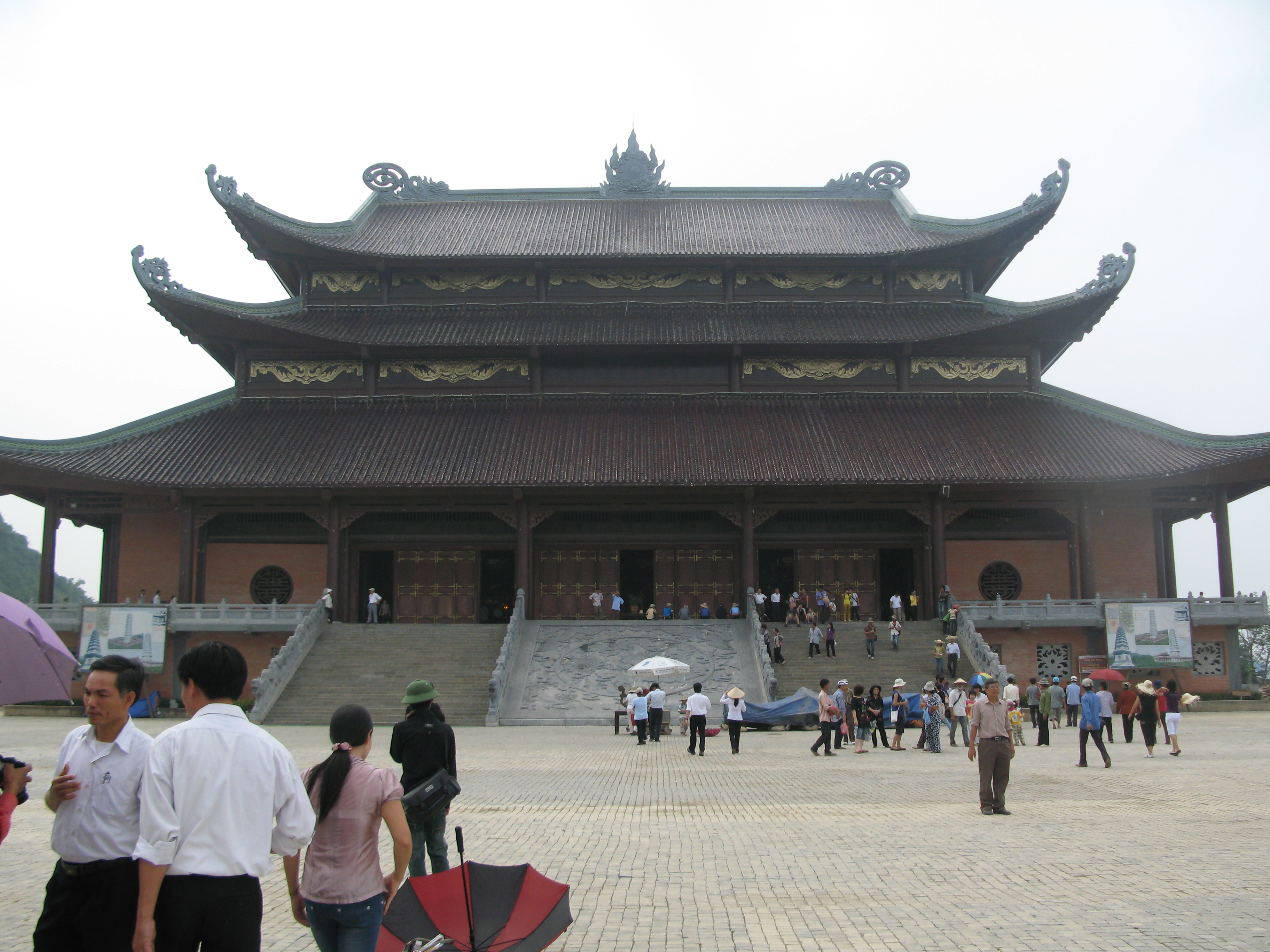
Bái Đính - Ninh Binh
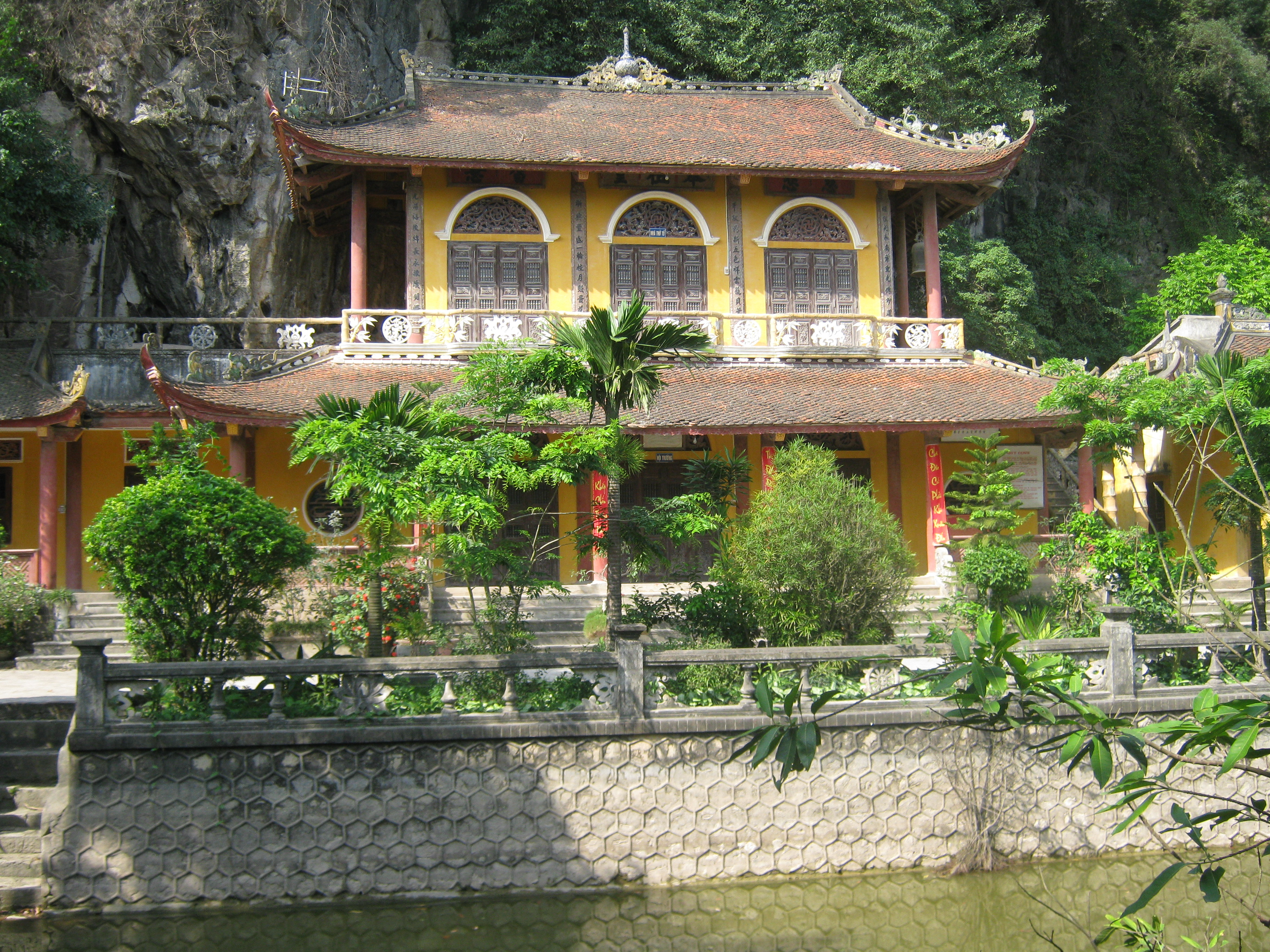
Dinh Long - Ninh Binh
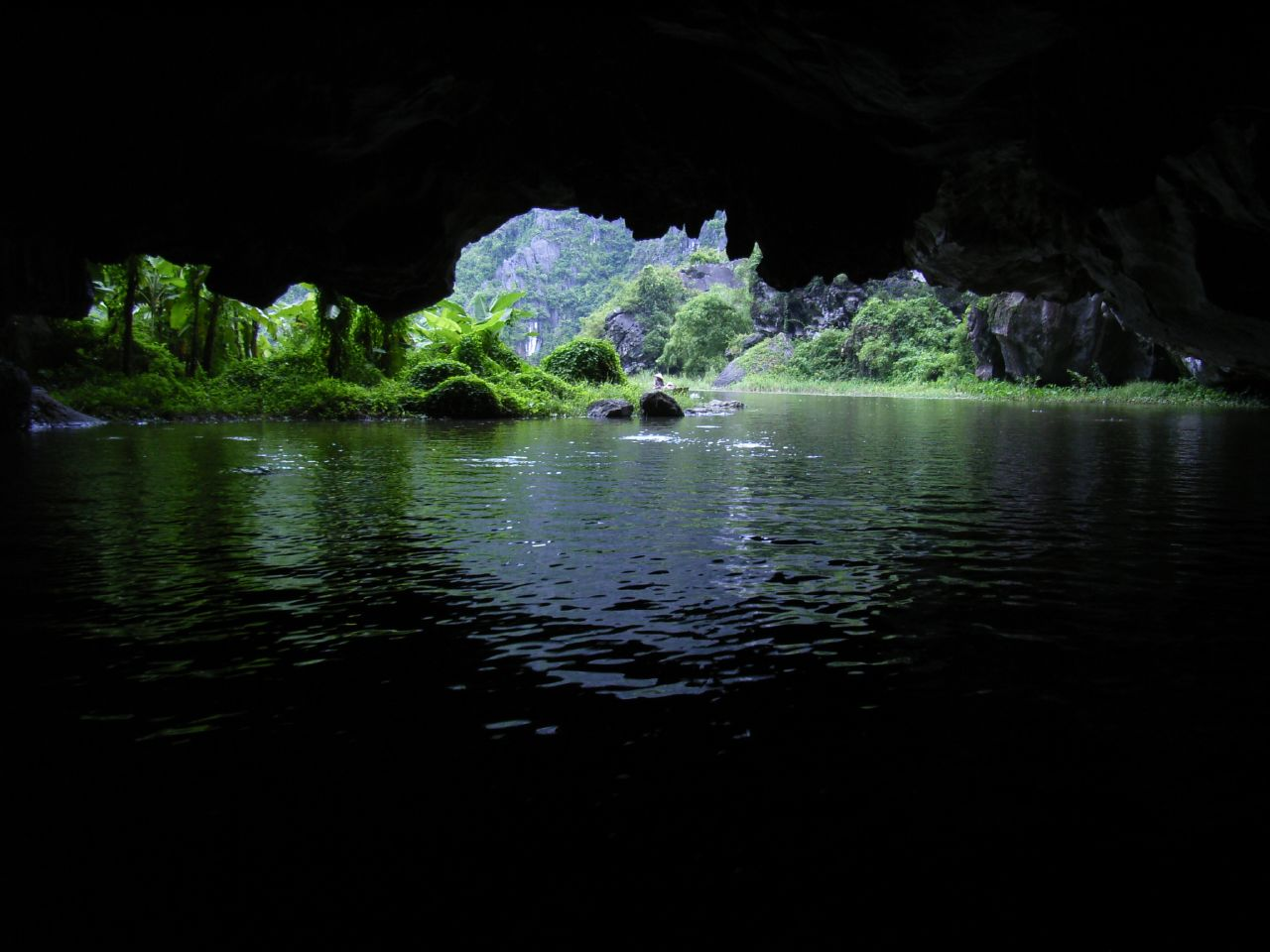
Tam Coc - Bich Dong